# شهرستان اولکوش
شهرستان اولکوش (به لهستانی: Powiat Olkusz) یک شهرستان در لهستان است که در استان لهستان کوچک‌تر واقع شده‌است. شهرستان اولکوش ۶۲۲٫۱۹ کیلومتر مربع مساحت و ۱۱۳٬۹۱۰ نفر جمعیت دارد.